# Vrysoúla (ort i Grekland, Nomós Ártas)
Vrysoúla är en ort i Grekland.   Den ligger i prefekturen Nomós Ártas och regionen Epirus, i den centrala delen av landet, 250 km nordväst om huvudstaden Aten. Vrysoúla ligger 503 meter över havet och antalet invånare är 105.
Terrängen runt Vrysoúla är kuperad åt sydost, men åt nordväst är den bergig. Vrysoúla ligger nere i en dal. Runt Vrysoúla är det glesbefolkat, med 10 invånare per kvadratkilometer. Närmaste större samhälle är Skoulikariá, 7,0 km väster om Vrysoúla. 